# Åtvidaberg
Åtvidaberg, lokalt även Åtvid, är en tätort och centralort i Åtvidabergs kommun i Östergötlands län.

## Historia
I trakterna runt Åtvidaberg hittades redan under medeltiden koppar och gruvdrift startades. Gruvorna omtalas första gången år 1413. På 1500-talet lades dock driften ned. 1754 erhöll fänrik David Hallonqvist privilegier på gruvan och började på nytt rensa de övergivna gruvhålen. 1764 slog han sig i kompanjonskap med Johan Adelswärd på Adelsnäs som snart blev ensam ägare till gruvan. 1856-57 byggdes en järnvägsförbindelse för att frakta malmen från gruvorna i Bersbo till kopparsmältverket i Åtvidaberg.
I slutet av 1800-talet började malmen att tryta. Dåvarande ägaren, Theodor Adelswärd lät då uppföra Europas första kontorsmöbelfabrik, senare Facit AB. 1911 startade han även Åtvidabergs Vagnfabrik.
Vid den moderna bebyggelsen i Eksäter norr om järnvägen finns en staty av Sven Lundqvist som föreställer David Drummond (1593-1638). Han var en tid officer vid Östgöta fotfolk med boställe i Slevringe utanför Åtvidaberg. Han blev senare regementschef för Kalmar regemente. David Drummond är den förste till namnet kände tobaksrökaren i Sverige.

### Administrativa tillhörigheter
Byn Åtvid var kyrkby i Åtvids socken och ingick efter kommunreformen 1862 i Åtvids landskommun där Åtvidabergs municipalsamhälle inrättades 30 maj 1902. Åtvidabergs köping bildades 1946 genom en ombildning av landskommunen och municipalsamhället. Köpingskommunen uppgick 1971 i Åtvidabergs kommun där Åtvidaberg sedan dess är centralort.
I kyrkligt hänseende har orten alltid hört till Åtvids församling.
Orten ingick till 1889 i Bankekinds tingslag, därefter till 1924 i Åkerbo, Bankekinds och Hanekinds tingslag och sedan till 1971 i Linköpings domsagas tingslag. Sedan 1971 ingår Åtvidaberg i  Linköpings domsaga.

### Befolkningsutveckling
| Befolkningsutvecklingen i Åtvidaberg 1900–2020 | Befolkningsutvecklingen i Åtvidaberg 1900–2020 | Befolkningsutvecklingen i Åtvidaberg 1900–2020 | Befolkningsutvecklingen i Åtvidaberg 1900–2020 | Befolkningsutvecklingen i Åtvidaberg 1900–2020 |
| ---------------------------------------------- | ---------------------------------------------- | ---------------------------------------------- | ---------------------------------------------- | ---------------------------------------------- |
|                                                |                                                |                                                |                                                |                                                |
| År                                             |                                                |                                                | Folkmängd                                      | Areal (ha)                                     |
| 1900                                           | 1900                                           |                                                | 1 485                                          | †                                              |
| 1960                                           | 1960                                           |                                                | 6 398                                          |                                                |
| 1965                                           | 1965                                           |                                                | 7 374                                          |                                                |
| 1970                                           | 1970                                           |                                                | 8 385                                          |                                                |
| 1975                                           | 1975                                           |                                                | 8 436                                          |                                                |
| 1980                                           | 1980                                           |                                                | 8 240                                          |                                                |
| 1990                                           | 1990                                           |                                                | 7 845                                          | 535                                            |
| 1995                                           | 1995                                           |                                                | 7 620                                          | 544                                            |
| 2000                                           | 2000                                           |                                                | 7 066                                          | 544                                            |
| 2005                                           | 2005                                           |                                                | 6 947                                          | 545                                            |
| 2010                                           | 2010                                           |                                                | 6 859                                          | 542                                            |
| 2015                                           | 2015                                           |                                                | 7 014                                          | 567                                            |
| 2020                                           | 2020                                           |                                                | 6 934                                          | 566                                            |
| † Som köpingsliknande samhälle 1900.           |                                                |                                                |                                                |                                                |

## Stadsdelar
Bland Åtvidabergs stadsdelar kan nämnas Basthagen, Eksätter, Villahagen, Fågelsången (industriområde), Garpan, Långbrott, Nygård och Västantorp i tätortens norra del. I Åtvidabergs södra del återfinns Edberga, Fiskarhagen och Östantorp.

## Näringsliv
Fram till 1970-talet var Facit dominerande arbetsgivare på orten och finansierade också fotbollslaget Åtvidabergs FF. Facit köptes 1972 efter en djup ekonomisk kris av Electrolux, som 1981 sålde företaget vidare till Ericsson. År 1989 skiljdes Facits utveckling och tillverkning i Åtvidaberg ut från den kvarvarande handelsverksamheten. Utveckling och tillverkning bolagiserades under namnet Facit Partner AB. Samma år avyttrades Facitkoncernen, inklusive Facit Partner AB, till det norska investmentbolaget Entranor AS. Bolaget blev senare kontraktstillverkaren Partnertech AB, med huvudkontor i Vellinge med en av sina fabriker i Stora Örsätter utanför Åtvidaberg. Partnertech köptes 2015 av finländska kontraktstillverkaren Scanfil Oyj.
Gruvföretaget Beowulf Mining har en licens att bryta i Bersbo och Mormorsgruvan som täcker 225km2.

### Bankväsende
Åtvidaberg har sedan 2021 ett enda bankkontor. Åtvidabergs egendomars sparbank grundades 1859. År 1867 bildades Bankekinds härads sparbank, som år 1875 tog över Åtvidabergs egendomars sparbank. Denna bank hade ursprungligen sitt säte i Fillinge tingshus och först år 1950 flyttas huvudkontoret till Åtvidaberg. Verksamheten är alltjämt en fristående sparbank, sedan år 1987 under namnet Åtvidabergs sparbank. Den 15 januari 2025 gick Åtvidabergs Sparbank samman med Tjustbygdens Sparbank för att bilda Sparbanken Spira med bankkontor i Åtvidaberg, Gamleby och Västervik. 
År 1906 öppnade Östgöta Enskilda Bank ett avdelningskontor i Åtvidaberg, vilket länge var den enda affärsbanken på orten. År 1997 öppnade Handelsbanken ett kontor i Åtvidaberg. Danske Bank/Östgöta Enskilda Bank ersatte kontoret i Åtvidaberg med ett mobilt kontor 2009, och  2021 stängde även Handelsbanken sitt kontor.

## Kommunikationer
Åtvidaberg ligger vid Riksväg 35 och Tjustbanan.

## Sport
Åtvidabergs FF hade en storhetsperiod under 1970-talet med seger i Svenska cupen i fotboll för herrar 1970 och 1971 samt SM-guld i fotboll för herrar 1972 och 1973. Det blev även spel i Europacuperna för Åtvidabergs FF:s herrlag i fotboll där man nådde kvartsfinal. Efter 1970-talet följde många år med både sportsliga och ekonomiska problem, År 2010 spelade Åtvidabergs FF åter i Allsvenskan, men åkte ur samma säsong. År 2012 var Åtvidaberg åter tillbaka i högsta serien, för att återigen åka ut efter säsongen 2015.

## Sevärdheter
- Kopparvallen, Åtvidaberg - idrottsplats
- Kopparbruket i Bersbo - koppargruvområde från 1500-talet
- ÅSSA industri- och bilmuseum - arbetslivsmuseum
- Adelsnäs - säteri
- Rödsten - stenarrangemang, fornminne
- Solkanonen - solurskanon

## Personer med anknytning till Åtvidaberg
- Ralf Edström, fotbollsspelare
- Roland Sandberg, fotbollsspelare
- Gunnar Ericsson, företagare, VD för Facit
- Frida Wallberg, boxare
- Mattias Lundberg, musikforskare
- Benno Magnusson, fotbollsspelare
- Roger Magnusson, fotbollsspelare
- Mattias Andersson, racerförare
- Thomas Olsson, fotbollsspelare
- Kristian Bergström, fotbollsspelare
- Marcus Larson, konstnär
- Hans Wincent, TV-profil

## Bildgalleri

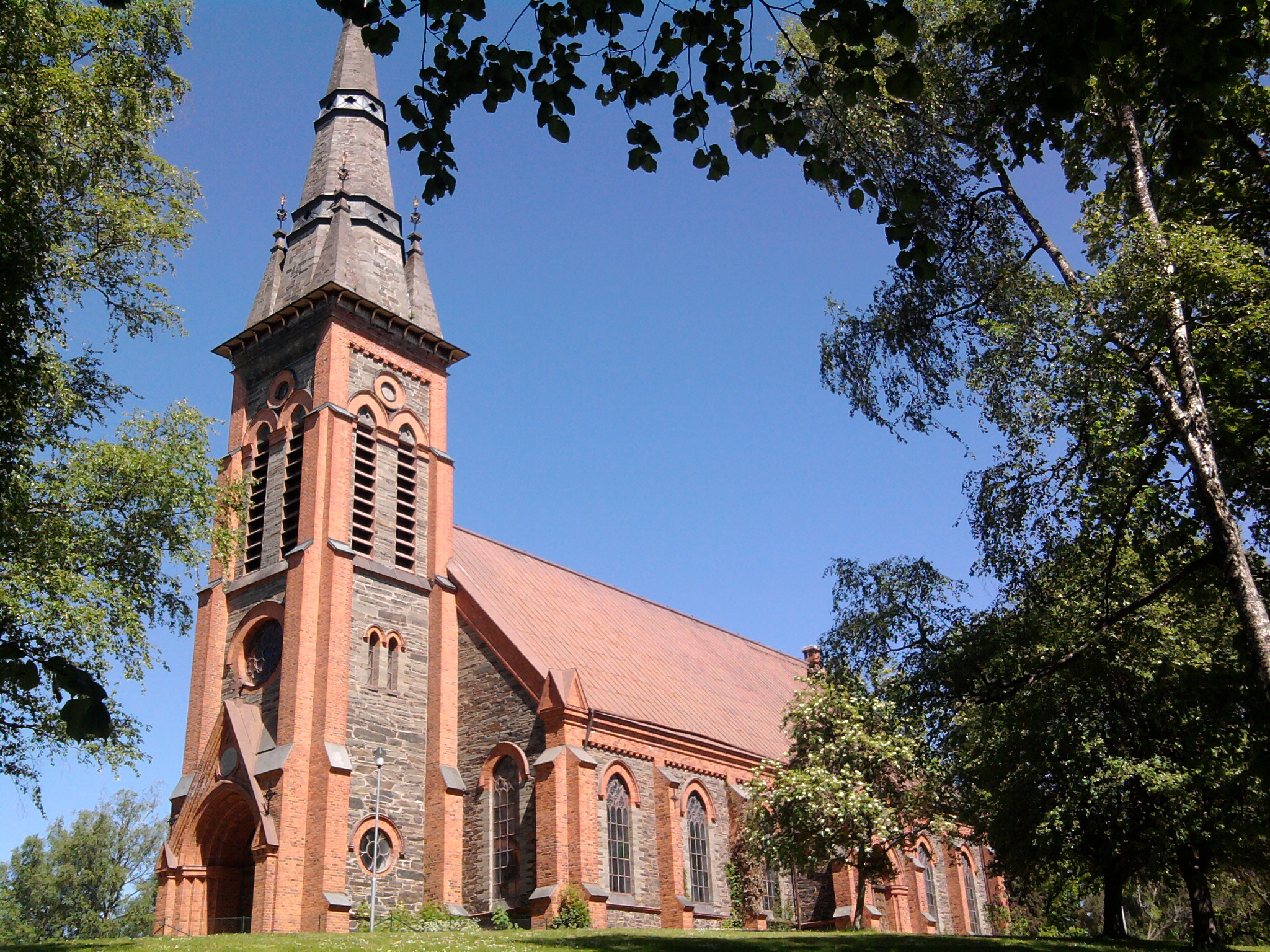
”Stora kyrkan” i Åtvidaberg.
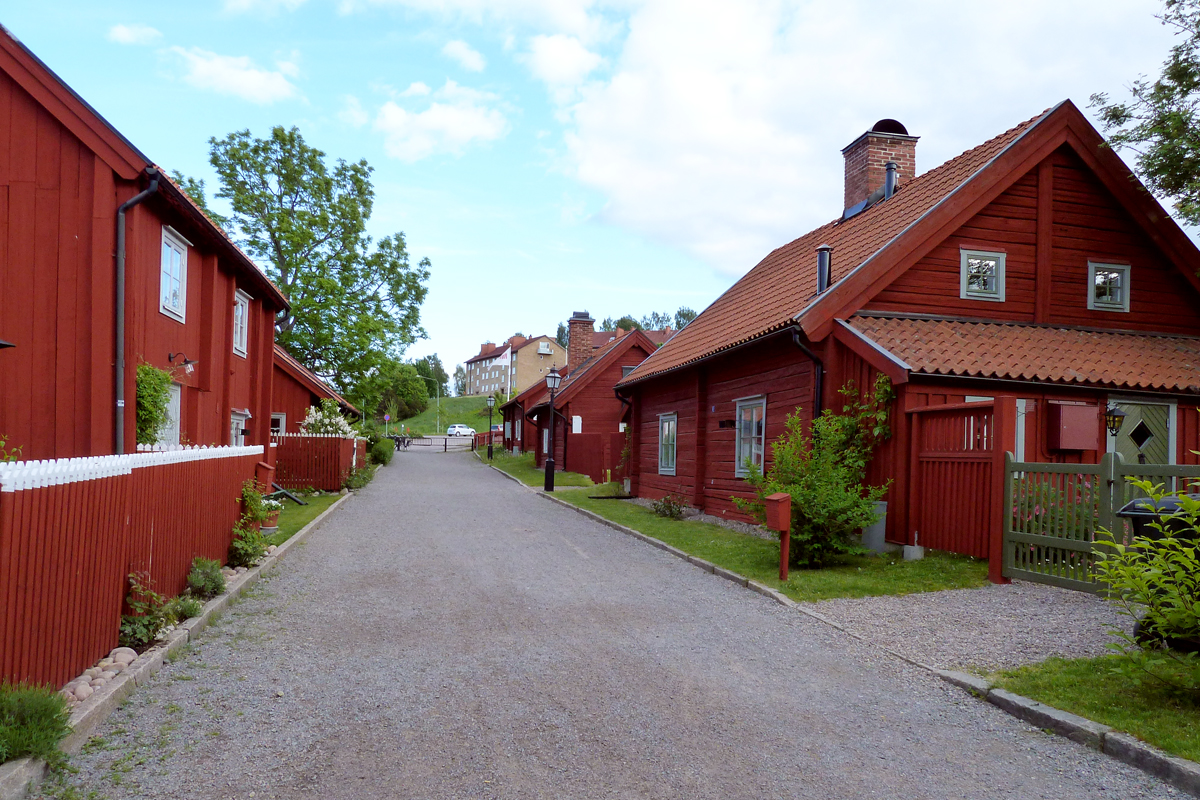
Verksgatan.

## Historiska bilder

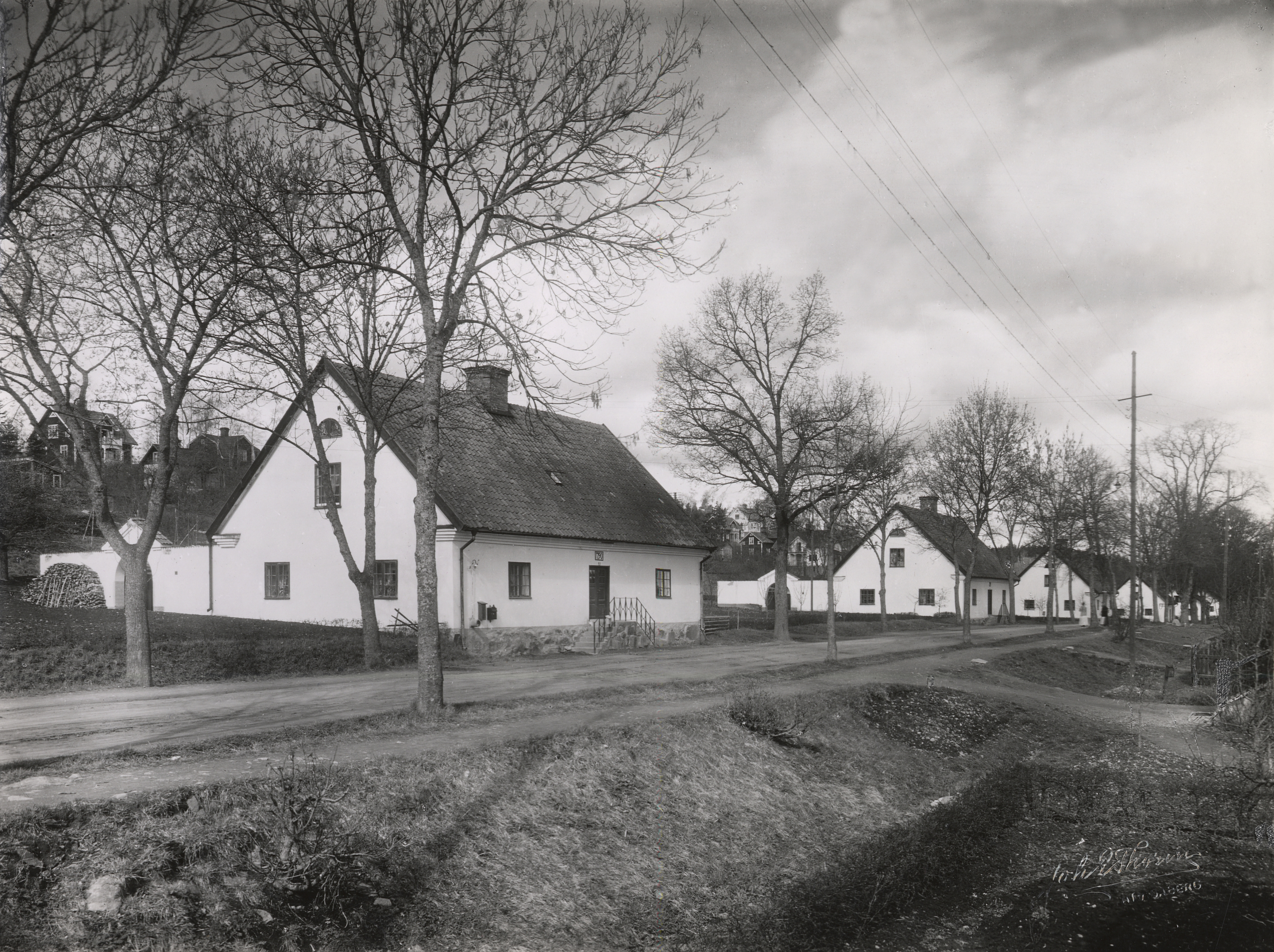
Stenhusgatan, 1924.
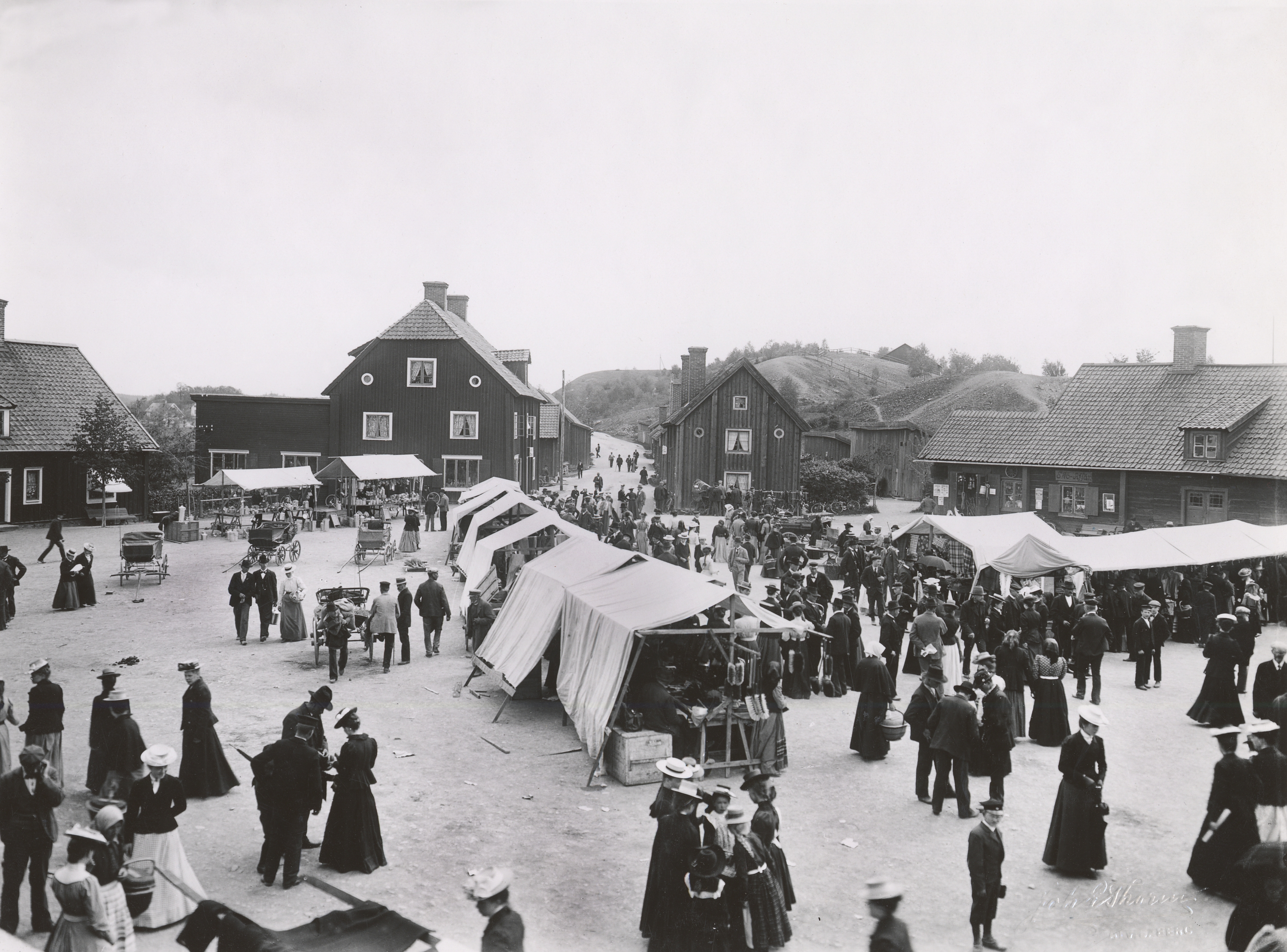
Pingstmarknad (troligen 1903).
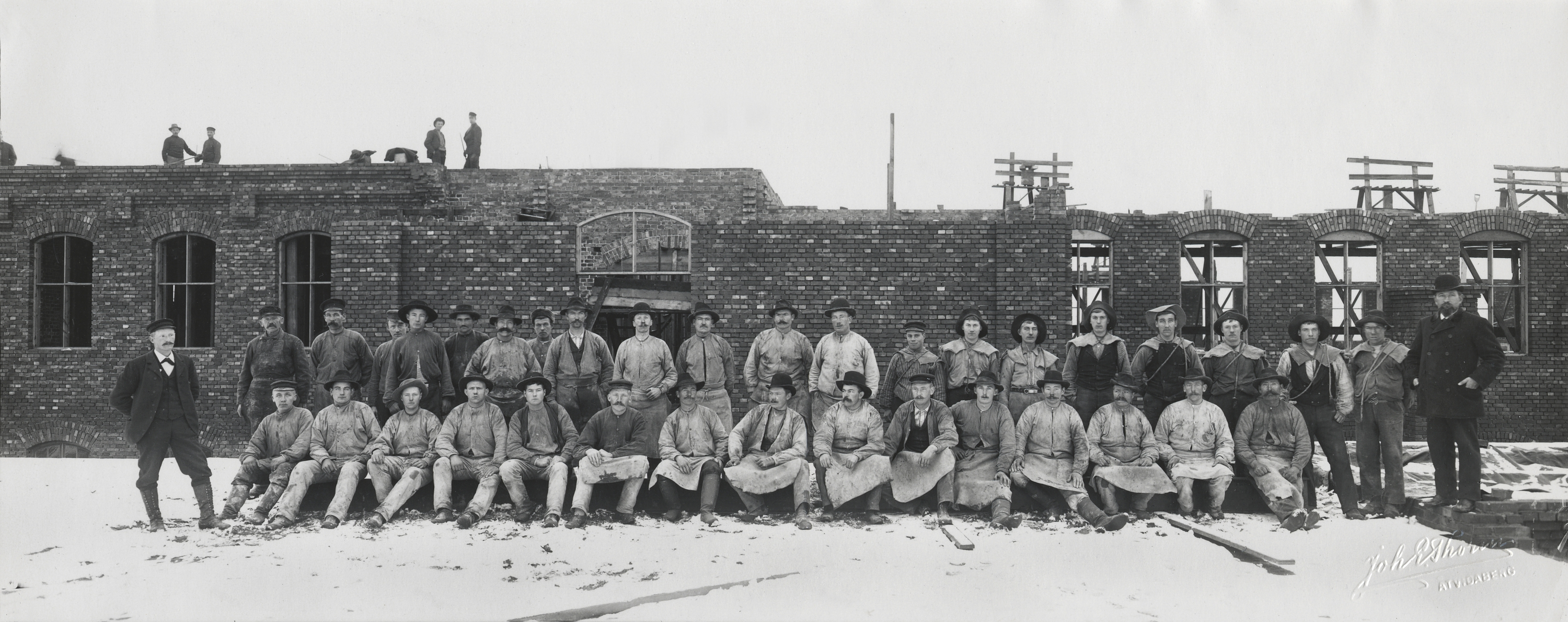
Fabriken i Åtvidaberg byggs upp efter branden 1903.